# Colostygia incudina
Colostygia incudina är en fjärilsart som beskrevs av Karl Schawerda 1928. Colostygia incudina ingår i släktet Colostygia och familjen mätare. Inga underarter finns listade i Catalogue of Life.